# Брента (город)
Брента (итал. Brenta) — коммуна в Италии, располагается в провинции Варесе области Ломбардия.
Население составляет 1643 человека (2008 г.), плотность населения составляет 411 чел./км². Занимает площадь 4 км². Почтовый индекс — 21030. Телефонный код — 0332.
Покровителями коммуны почитаются святой Вит и святой Модест, празднование 15 июня.

## Демография
Динамика населения:

## Администрация коммуны
- Официальный сайт: http://www.comune.brenta.va.it/